# Tuffi alla XXIX Universiade - Squadra mista
La gara a squadre dell'Universiade di Taipei 2017 si è svolta il 27 agosto 2017 all'University of Taipei (Tianmu) Shin-hsin Hall B1 Diving Pool.

## Risultati

### Finale
| Class.  | Atleti                                     | Nazione        | Tuffi  | Tuffi  | Tuffi  | Tuffi  | Tuffi  | Tuffi  | Totale |
| Class.  | Atleti                                     | Nazione        | 1      | 2      | 3      | 4      | 5      | 6      | Totale |
| ------- | ------------------------------------------ | -------------- | ------ | ------ | ------ | ------ | ------ | ------ | ------ |
| Oro     | Oleksandr Horshkovozov Anastasija Nedobiha | Ucraina        | 49.00  | °42.00 | 86.40  | °67.50 | 92.50  | °61.50 | 398.90 |
| Argento | Tyler Robert Henschel Celina Jayne Toth    | Canada         | °45.00 | 48.00  | °66.00 | 64.60  | °62.40 | 76.80  | 362.80 |
| Bronzo  | Lars Ruediger Kieu Trang Duong             | Germania       | °41.00 | 64.75  | °63.00 | 81.60  | °58.80 | 44.00  | 353.15 |
| 4       | Julio César Rodríguez Arantxa Chávez       | Messico        | 51.00  | °44.00 | 73.60  | °49.50 | 67.20  | °66.00 | 351.30 |
| 5       | Haruki Suyama Haruka Enomoto               | Giappone       | °46.00 | 41.00  | °71.40 | 45.90  | °65.25 | 78.75  | 348.30 |
| 6       | Woo Ha-ram Kim Su-ji                       | Corea del Sud  | °44.00 | 46.00  | °61.60 | 83.30  | °63.00 | 49.95  | 347.85 |
| 7       | Oleksandr Bondar Ekaterina Nekrasova       | Russia         | °48.00 | 46.00  | °58.50 | 61.25  | °31.50 | 91.80  | 337.05 |
| 8       | David Dinsmore Alison Amaris Gibson        | Stati Uniti    | °45.00 | 48.00  | °29.45 | 75.60  | °45.00 | 81.00  | 324.05 |
| 9       | Hyon Il-myong Kim Kuk-hyang                | Corea del Nord | 46.00  | °39.00 | 73.50  | °76.80 | 0.00   | °81.60 | 316.90 |
| 10      | Lorenzo Marsaglia Flavia Pallotta          | Italia         | °36.00 | 71.40  | °35.00 | 61.25  | °55.35 | 23.00  | 288.80 |